# Elzent-Noord
Elzent-Noord is een buurt in het stadsdeel Stratum in Eindhoven, in de Nederlandse provincie Noord-Brabant. Deze buurt is het noordelijke deel van de opgesplitste buurt De Elzent en grenst direct aan het centrum van Eindhoven.
De buurt ligt in de wijk Oud-Stratum, die bestaat uit de volgende buurten:
- Elzent-Noord
- Elzent-Zuid
- Irisbuurt
- Rochusbuurt
- Tuindorp (Witte Dorp)
- Joriskwartier (Heistraat)
- Bloemenplein
- Looiakkers

## Foto's

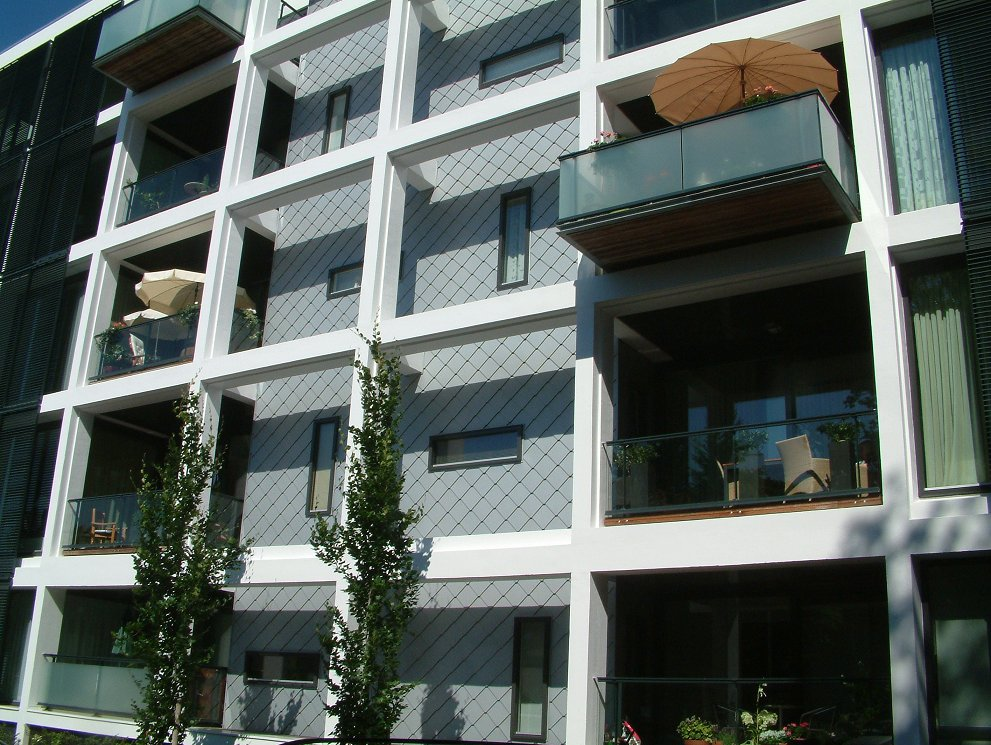
Moderne appartementen aan de Tesselschadelaan
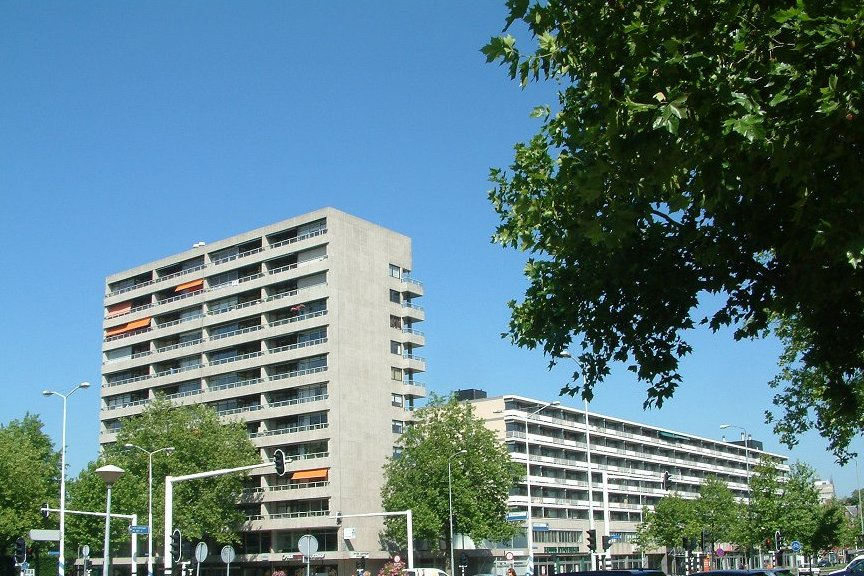
flats Bomanshof op de hoek Stratumsedijk/Elzentlaan
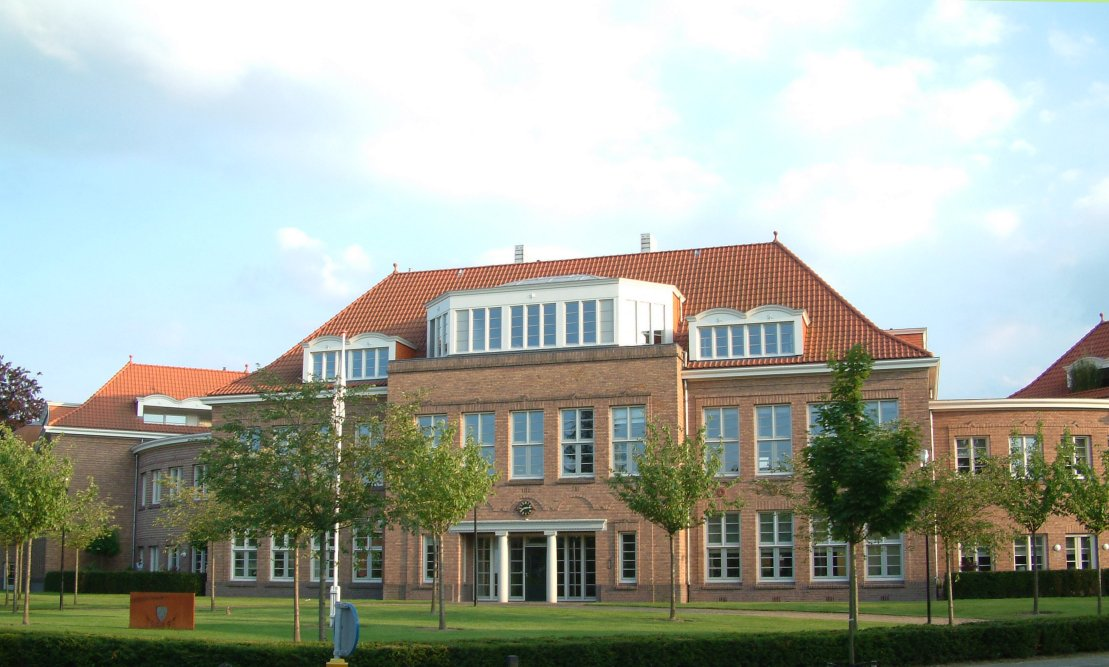
Gebouw Den Elzent, aan de Elzentlaan